# Gustaf Adolf Reuterholm
Gustaf Adolf Reuterholm (1756-1813) var en svensk friherre og politiker, som mellem 1792 og 1796 var Sveriges reelle hersker. I 1792 myrdedes Gustav III, og da Gustav IV Adolf var umyndig, blev hans farbror, prins Karl (den senere Karl XIII), rigsforstander. Prins Karl, der var frimurer, søgte råd hos sin ordensbroder, kammerherre Reuterholm, der blev den reelle magthaver i formynderskabsregeringen. Reuterholm sværmede for oplysningstidens frihedsidealer, men sværmeriet ophørte, da de første tegn på revolutionære sympatier bredte sig i Sverige. I 1795 suspenderedes Svenska Akademin af Reuterholm som følge af at han ikke indvalgtes. Reuterholms styre var hårdt, men det lykkedes ham ikke at opnå Gustav IV Adolfs tillid, så da denne blev myndig, gik Reuterholm i eksil. Efter afsættelsen rejste Reuterholm omkring i udlandet under navnet Tempelcreutz.